# Сајрус Лупо
Детектив Сајрус „Лупс” Лупо је измишљени лик дугогодишње НБЦ-ове серији Ред и закон кога је тумачио Џереми Систо. Заменио је Нину Кесиди која је отписана из серије због одласка Милене Говић из главне поставе. Појавио се у 63 епизоде.

## Развој лика
Пре преласка у 27. испоставу, Лупо је провео четири године као члан обавештајног одељења СУП-а истражујући терористичке скупине у иностранству у Ираку, Пакистану и Мароку. Док је обављао овај задатак, Лупо је често радио сам без појачања и наоружања. Поручниц Анита ван Бјурен (Ш. Епата Меркерсон) приметила је да је Лупо цитиран због закључења важних случајева у „врло непријатељским деловима света, без налога, оружја и појачања“. Током деведесетих био је у патроли 27. испоставе. Број његове значке је 2632. Долази из Рего Парка у Квинсу.
По задатку, Лупо се удружио са Едом Грином (Џеси Л. Мартин) како би пружио помоћ у самоубиству свог брата Томаса. У каснијој истрази, он користи прилику да сазна имена болесника једног психијатра, шаљући на своју е-пошту списак болесника таблетом. Откривени докази касније су сматрани неприхватљивим. Поручница Анита ван Бјурен замерила је Лупу и Грину због „лоше истраге“.
Када је Грин напустио полицију, Лупо постаје други детектив који је унапређен из млађег у старијег ортака. И Грин и нови млађи ортак Кевин Бернард (Ентони Андерсон) зову Лупа "Лупс".
Док је Лупо још увек био упатроли 27. испоставе, он је био сведок на Бадње јутро на месту злочина у којем је мушкарац убио супругу и двоје деце. Ово крваво место злочина направило му је ПППС и он је почео да пије да би се изборио са траумом. Једном док је пио, појавио се на суду да сведочи против човека који је починио злочин, а бранилац је открио да је био под дејством алкохола док је сведочио. Наставио је да пије док није једном заспао у патролним колима док је био на послу. Лупов ортак отишао је по шољу кафе и био убијен током оружане пљачке једне продавнице. Након тога, Лупо је престао да пије и девет месеци је ишао код психолога.
Лупово службено оружје је Глок 19. У 19. сезони, он и Бернард постају први ликови у серији који су убили осумњиченог на вршењу дужности који је на њих потегао оружје. Само су два претходна лика раније пуцала на осумњичене: детектив Џо Фонтана (Денис Ферина) који је пуцао у наоружаног осумњиченог за убиство полицајца и ван Бјуренова која је убила наоружаног пљачкаша док је била ван службе.
У 20. сезони, Лупо је почео да се забавља са једном сведокињом (Камил Чен), за коју се касније испоставило да је преваранткиња и убица. Лупо је због тога замало уништио случај.

## Личност
Иако је његова верска припадност, ако постоји, непозната, чини се да Лупо има одређено знање о Библији јер је исправно препознао цитат који потиче из књиге Римљанима. Као дете похађао је католичку школу, а часне сестре називао „гангстерима“. Пре него што се удала за његовог брата, Лупо је био у вези са својом снајом Џени. Такође је откривено да говори и шпански и кинески језик и похађа ноћу прве године течајеве права на факултету "Бруклин", делу Градског универзитета у Њујорку који нема правни факултет. Правна школа "Њујорк" се налази у месту Флашинг у Квинсу. (Постоји Правна школа "Бруклин" који се налази у Јоралемонској 250 у Бруклину, али није повезан са саставом Универзитета у Њујорку). У целој серији постоји унутрашња шала у којој Лупо размишља о „набављању пса“. Касније удомљава једног који се зове „Ото“.
Зна да чита јапански.
Велики је љубитељ графичких романа.